# Дюкрё, Жозеф
Жозеф Дюкрё (фр. Joseph Ducreux; 26 июня 1735 — 24 июля 1802) — французский художник-портретист.

## Биография
Родился в семье художника. Сначала учился у своего отца. В 1760 году переехал в Париж, где вскоре стал известен своими портретами. Обучался у Мориса Кантена де Латура. В 1769 году ездил в Вену, чтобы написать портрет императрицы Марии-Антуанетты перед её свадьбой с Людовиком. Работал в том числе при дворе короля Людовика XVI, за один из портретов которого получил от монарха баронский титул.
Он также нарисовал последний портрет короля перед казнью во время Великой Французской революции; сам художник во время революционных событий уехал в Лондон, но в 1793 году вернулся и поселился в Париже, основав крупный салон для художников и музыкантов (Жак Луи Давид помог ему продолжить официальную карьеру). Умер по дороге из Парижа в Сен-Дени.
Дюкре известен особенным вниманием к физиогномике при создании своих портретов. Также он написал несколько автопортретов, на которых зачастую изображал различные эмоции и состояния, в том числе зевоту.
У Дюкрё было несколько детей. Его старший сын Жюль был художником и капитаном пехоты, погибшим в Битве при Жемаппе. Его старшая дочь, Роуз-Аделаида Дюкрё, также стала художницей.